# Savières
Savières est une commune française, située dans le département de l'Aube en région Grand Est.

## Géographie
| Saint-Mesmin             | Rilly-Sainte-Syre | Chauchigny |
| Fontaine-les-Grès        | Savières          | Villacerf  |
| Le Pavillon-Sainte-Julie |                   | Payns      |

### Hydrographie
La commune est dans la région hydrographique « la Seine de sa source au confluent de l'Oise (exclu) » au sein du bassin Seine-Normandie. Elle est drainée par l'ancien canal de la Haute Seine, la Seine, le Melda, le ruisseau des Fontaines, le canal 01 de Blives, le canal 01 de la commune de Savières, le canal 02 de Blives, le Fossé 01 d'Epincey, le Fossé la Noue et la Noue du Petit Bois,.
La Seine, un fleuve long de 775 km, coule dans le Bassin parisien et notamment dans le département de l’Aube en le traversant du sud-est au nord-ouest. Elle irrigue la commune dans sa partie est.
L'ancien canal de la Haute Seine est un canal, chenal non navigable de 38,2 km. Il prend sa source dans la commune de Barberey-Saint-Sulpice et se jette dans l'Aube au niveau de la commune de Marcilly-sur-Seine. 
Le Melda, d'une longueur de 24 km, prend sa source dans la commune de Lavau et se jette  dans la Seine sur la commune, après avoir traversé huit communes. 

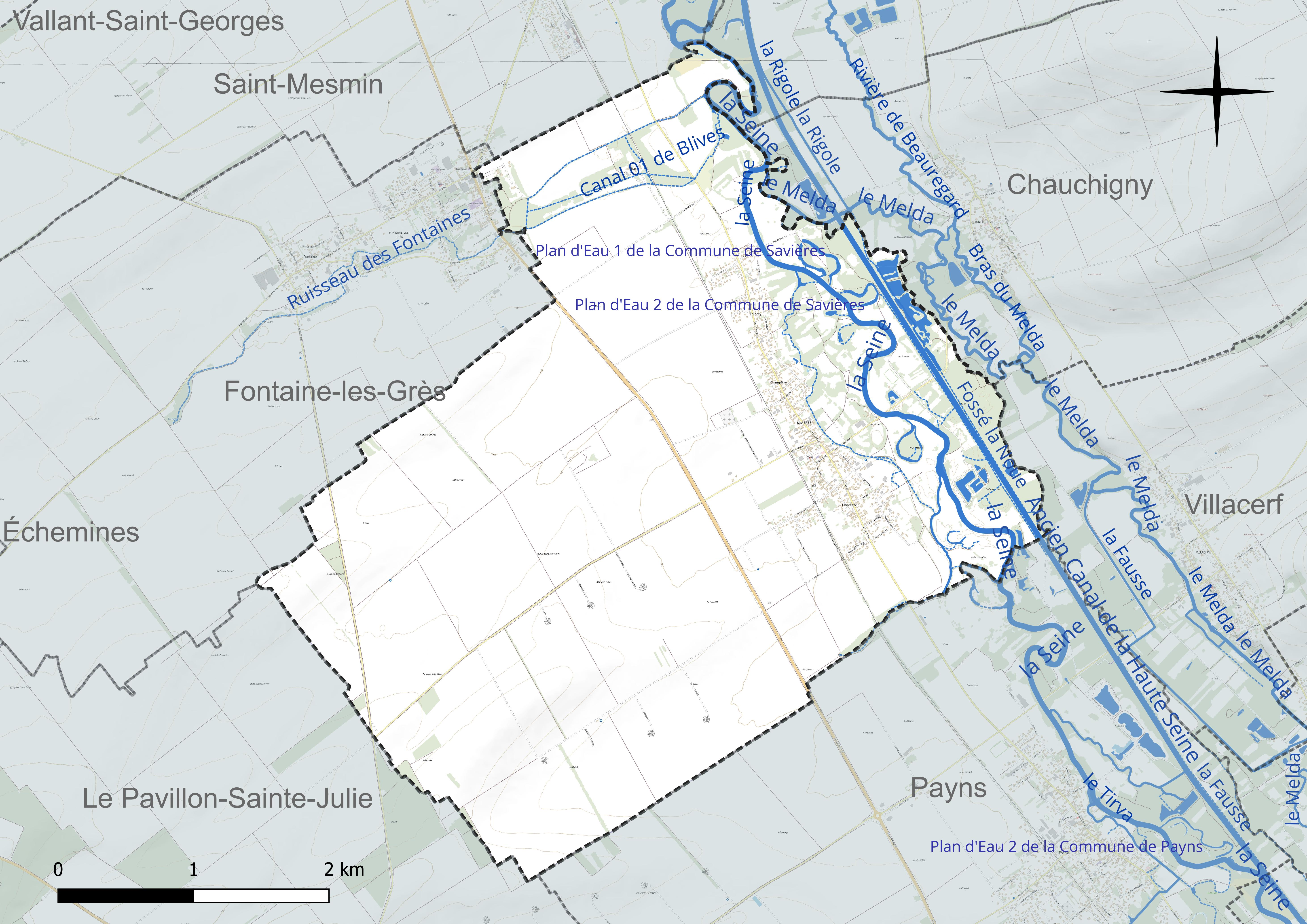
Réseau hydrographique de Savières.

Deux plans d'eau complètent le réseau hydrographique : le plan d'eau 1 de la commune de Savières (1,2 ha) et le plan d'eau 2 de la commune de Savières (1 ha),.

### Climat
Pour des articles plus généraux, voir Climat du Grand Est et Climat de l'Aube.
En 2010, le climat de la commune est de type climat océanique dégradé des plaines du Centre et du Nord, selon une étude du Centre national de la recherche scientifique s'appuyant sur une série de données couvrant la période 1971-2000. En 2020, Météo-France publie une typologie des climats de la France métropolitaine dans laquelle la commune est exposée à un climat océanique altéré et est dans la région climatique  Nord-est du bassin Parisien, caractérisée par un ensoleillement médiocre, une pluviométrie moyenne régulièrement répartie au cours de l’année et un hiver froid (3 °C). 
Pour la période 1971-2000, la température annuelle moyenne est de 10,6 °C, avec une amplitude thermique annuelle de 15,8 °C. Le cumul annuel moyen de précipitations est de 680 mm, avec 11 jours de précipitations en janvier et 7,5 jours en juillet. Pour la période 1991-2020, la température moyenne annuelle observée sur la station météorologique de Météo-France la plus proche, « Troyes-Barberey », sur la commune de Barberey-Saint-Sulpice à 10 km à vol d'oiseau, est de 11,3 °C et le cumul annuel moyen de précipitations est de 644,6 mm. 
La température maximale relevée sur cette station est de 41,8 °C, atteinte le 25 juillet 2019 ; la température minimale est de −23 °C, atteinte le 17 janvier 1985,,. 
Les paramètres climatiques de la commune ont été estimés pour le milieu du siècle (2041-2070) selon différents scénarios d'émission de gaz à effet de serre à partir des nouvelles projections climatiques de référence DRIAS-2020. Ils sont consultables sur un site dédié publié par Météo-France en novembre 2022.

## Urbanisme

### Typologie
Au 1er janvier 2024, Savières est catégorisée bourg rural, selon la nouvelle grille communale de densité à 7 niveaux définie par l'Insee en 2022.
Elle est située hors unité urbaine. Par ailleurs la commune fait partie de l'aire d'attraction de Troyes, dont elle est une commune de la couronne,. Cette aire, qui regroupe 209 communes, est catégorisée dans les aires de 200 000 à moins de 700 000 habitants,.

### Occupation des sols
L'occupation des sols de la commune, telle qu'elle ressort de la base de données européenne d’occupation biophysique des sols Corine Land Cover (CLC), est marquée par l'importance des territoires agricoles (88,7 % en 2018), une proportion sensiblement équivalente à celle de 1990 (89,2 %). La répartition détaillée en 2018 est la suivante : 
terres arables (75,9 %), prairies (8 %), forêts (7 %), zones agricoles hétérogènes (4,8 %), zones urbanisées (4,3 %). L'évolution de l’occupation des sols de la commune et de ses infrastructures peut être observée sur les différentes représentations cartographiques du territoire : la carte de Cassini (XVIIIe siècle), la carte d'état-major (1820-1866) et les cartes ou photos aériennes de l'IGN pour la période actuelle (1950 à aujourd'hui).

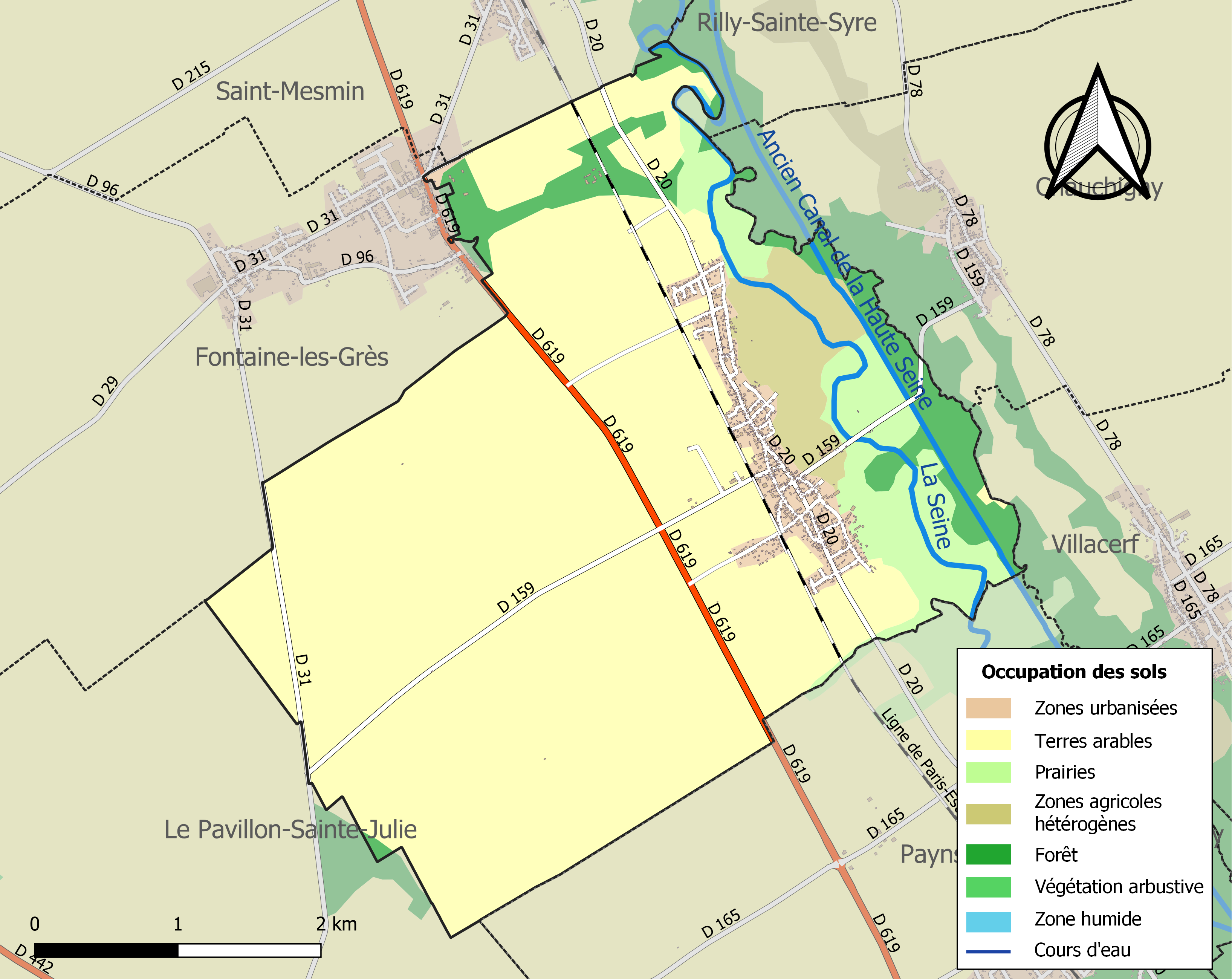
Carte des infrastructures et de l'occupation des sols de la commune en 2018 (CLC).

## Toponymie
Au cadastre de 1809 sont cités : Ardilliers, Blives, Bordel, Courcelles, Cour-du-Prés, Espincey, le Four, le Haut-du-Trez, Montcet, Saint-Gilles, Saint-Michel, le Rû de Savières, Verreries, Villiers.

## Histoire
Le premier représentant connu de l'illustre famille Molé est recensé à Savières en 1304. Il y avait un hôtel-Dieu dès 1328 qui fut servi en 1690 par des Filles de la Charité qui dépendaient de Villacerf.
Un château est cité au début du XVIe siècle comme place de donjon et maison fort du dit lieu Savyères ; la bassecourt ou place bassecourt ; la chapelle illec fondée en l'honneur de Nostre Dame ; le colombier, cours, jardins, vergers,..., fermez de fossez et rivière courant ; icelui encloz contenant dix arpents et plus, .
Un moulin existait au lieu-dit Espincey qui appartenait à la commanderie de Troyes, deux autres à Savières qui se nommaient les Ruisez en 1636.
En 1789, le village dépendait de l'intendance et de la généralité de Châlons, de l'élection et du bailliage royal de Troyes, du bailliage seigneurial de Payns.

## Politique et administration
| Période                                  | Période        | Identité                                   | Étiquette | Qualité         |
| ---------------------------------------- | -------------- | ------------------------------------------ | --------- | --------------- |
| 1793                                     |                | Pierre Bavaillot                           |           | Officier Public |
| An II                                    |                | Claude Brisset                             |           | Officier Public |
| An IV                                    |                | Honoré Thomassin                           |           | Agent           |
| An V                                     |                | Eustache Chevalet                          |           | agent           |
| An VI                                    |                | Pierre Bernut                              |           | Agent           |
| An VI                                    |                | Pierre Coutant                             |           | Agent           |
| An IX                                    |                | Tissier                                    |           |                 |
| An XI                                    |                | Claude Brisset                             |           |                 |
| 1810                                     |                | Pierre Dolat                               |           |                 |
| 1816                                     |                | Claude Brisset                             |           | agent           |
| 1830                                     |                | Joseph Bernut                              |           | Agent           |
| 1835                                     |                | Edme Sainton                               |           | Agent           |
| 1837                                     |                | Paul Verjot                                |           |                 |
| 1848                                     |                | Ladislas Moret                             |           |                 |
| 1857                                     |                | Napoléon Laurent                           |           |                 |
| mars 2001                                | Septembre 2024 | Alain Druon Réélu pour le mandat 2020-2026 |           | Retraité        |
| Les données manquantes sont à compléter. |                |                                            |           |                 |

## Démographie
L'évolution du nombre d'habitants est connue à travers les recensements de la population effectués dans la commune depuis 1793. Pour les communes de moins de 10 000 habitants, une enquête de recensement portant sur toute la population est réalisée tous les cinq ans, les populations de référence des années intermédiaires étant quant à elles estimées par interpolation ou extrapolation. Pour la commune, le premier recensement exhaustif entrant dans le cadre du nouveau dispositif a été réalisé en 2006.

En 2022, la commune comptait 1 075 habitants, en évolution de +6,65 % par rapport à 2016 (Aube : +0,7 %, France hors Mayotte : +2,11 %).
| 1793 | 1800 | 1806 | 1821 | 1831 | 1836 | 1841 | 1846 | 1851 |
| ---- | ---- | ---- | ---- | ---- | ---- | ---- | ---- | ---- |
| 532  | 580  | 596  | 617  | 674  | 690  | 689  | 758  | 770  |

| 1856 | 1861 | 1866 | 1872 | 1876 | 1881 | 1886 | 1891 | 1896 |
| ---- | ---- | ---- | ---- | ---- | ---- | ---- | ---- | ---- |
| 746  | 774  | 776  | 771  | 744  | 692  | 659  | 639  | 589  |

| 1901 | 1906 | 1911 | 1921 | 1926 | 1931 | 1936 | 1946 | 1954 |
| ---- | ---- | ---- | ---- | ---- | ---- | ---- | ---- | ---- |
| 588  | 565  | 569  | 523  | 605  | 630  | 631  | 627  | 655  |

| 1962 | 1968 | 1975 | 1982 | 1990 | 1999 | 2006 | 2011  | 2016  |
| ---- | ---- | ---- | ---- | ---- | ---- | ---- | ----- | ----- |
| 627  | 619  | 684  | 707  | 941  | 952  | 895  | 1 017 | 1 008 |

| 2021  | 2022  | - | - | - | - | - | - | - |
| ----- | ----- | - | - | - | - | - | - | - |
| 1 050 | 1 075 | - | - | - | - | - | - | - |

## Lieux et monuments
L'église avait une cure qui dépendait du Grand-doyenné de Troyes dont la cure était à la collation de l'évêque. Sous le vocable de saint Martin elle est du XIIe siècle avec des remaniements du XVIe siècle sur un plan de croix latine. Son sanctuaire est rectangulaire, voûté en pierre avec trois fenêtres. Elle possède un mobilier comme :
- une dalle funéraire de Guillaume de Gobilloy et de Nicole de la Salle[27] de 1602,
- une autre de Charles Dubourg[28] de 1670,
- Peinture monumentale représentant un saint évêque, une vierge de Miséricorde, un christ trônant, saint Sébastien et peut-être un Roi Mage[29] du XIIe siècle,
- des fonts baptismaux[30] du XIe siècle en calcaire taillé pour une cuve carré à l'extérieur et ronde en interne,
- des verrières[31] du XVIe siècle. Qui sont recensés au patrimoine culturel de l'Aube.